# Cratere Centeotl
Centeotl è un cratere sulla superficie di Cerere.